# Withius laysanensis
Withius laysanensis är en spindeldjursart som först beskrevs av Simon 1899.  Withius laysanensis ingår i släktet Withius och familjen Withiidae. Inga underarter finns listade i Catalogue of Life.